# Ounetcha
Ounetcha (en russe : Унеча) est une ville de l'oblast de Briansk, en Russie, et le centre administratif du raïon d'Ounetcha. Sa population s'élevait à 22 820 habitants en 2020.

## Géographie
Ounetcha est arrosée par la rivière Ounetcha, dans le bassin du Dniepr, et se trouve à 120 km — 142 km par la route — au nord-ouest de Briansk et à 456 km au sud-ouest de Moscou.

## Histoire
L'origine d'Ounetcha remonte à une ferme établie au bord de la rivière Ounetcha. En 1887, une gare ferroviaire est ouverte. Le village d'Ounetcha accéda au statut de commune urbaine en 1927 et se développa après 1929 en raison de l'ouverture de la ligne de chemin de fer Kharkov – Orcha, qui fit d'Ounetcha un carrefour ferroviaire. Elle a le statut de ville depuis 1940.
Pendant la Seconde Guerre mondiale, Ounetcha fut occupée par l'Allemagne nazie du 17 août 1941 au 23 septembre 1943. Avant la guerre, la communauté juive locale représentait 12 % des habitants, soit 1 708 personnes. A l'arrivée des Allemands, de nombreux juifs réussirent à s'enfuir. Ceux qui restèrent furent enfermés dans un ghetto dès octobre 1941. Certains y moururent des mauvaises conditions de vie et de faim. A la mi-mars 1942, plusieurs centaines de juifs furent massacrés dans le cadre de la Shoah par balles ainsi qu'un groupe de Roms provenant d'un village voisin.
Ounetcha fut libérée par le front de Briansk de l'Armée rouge au cours de l'opération de Briansk.

## Population
Recensements ou estimations de la population
| 1920  | 1926* | 1931  | 1939*  | 1950   | 1959*  | 1970*  |
| ----- | ----- | ----- | ------ | ------ | ------ | ------ |
| 2 900 | 4 619 | 4 100 | 13 955 | 14 000 | 16 485 | 21 749 |

| 1979*  | 1989*  | 2002*  | 2010*  | 2013   | 2014   | 2015   |
| ------ | ------ | ------ | ------ | ------ | ------ | ------ |
| 26 444 | 28 583 | 29 039 | 26 197 | 25 412 | 24 946 | 24 639 |

| 2016   | 2017   | 2018   | 2019   | 2020   | - | - |
| ------ | ------ | ------ | ------ | ------ | - | - |
| 24 230 | 23 971 | 23 550 | 23 097 | 22 820 | - | - |